# Robert Norwood Hall
Robert Norwood Hall (ur. 17 maja 1888, zm. ?) – kapitan Royal Flying Corps, południowoafrykański as myśliwski No. 40 Squadron RAF. 
Robert Norwood Hall do RFC został przeniesiony w 1917 roku, na wiosnę 1917 roku został przydzielony do No. 40 Squadron RAF. 
Pierwsze zwycięstwo powietrzne odniósł 24 lipca 1917 roku. Było to zwycięstwo nad samolotem typu C. 7 maja w okolicach Quiery la Motte Hall zestrzelił trzy balony obserwacyjne, dwa z nich wspólnie z Charles William Cudemore. 15 sierpnia 1917 odniósł swoje piąte dające tytuł asa zwycięstwo. Pilotując samolot Nieuport w okolicach Lens zestrzelił niemieckiego Albatrosa D.V. W końcu 1917 roku powrócił do Wielkiej Brytanii i służył w No. 44 Squadron RAF.